# Albaniens demografi

Befolkningsutvecklingen 1961-2003: Från 1,7 miljoner 1961 till 3,2 miljoner 2003.

Nativiteten i Albanien är hög och folkökningen efter andra världskriget har även den varit relativt hög. Den albanska befolkningen har ökat fyra till fem gånger snabbare än det årliga snittet i de övriga europeiska länderna. Nästan hela ökningen har skett till stor del då Albanien var ett slutet land under kommunistiska epoken och på grund av den minskade emigrationen på senare tid. Barnafödandet har varje år sedan andra världskriget varit det högsta i Europa, medan spädbarnsdödligheten med europeiska mått mätt fortfarande är hög. Medelåldern i Albanien är den lägsta i Europa, då en tredjedel av befolkningen är under 15 år.

## Bosättningsmönster
Albaniens västra delar är de mest tätbefolkade. Omkring en tredjedel bor i tätorter, jämnt fördelade på landets större städer.
De glest befolkade bergsområdena passar bäst för boskapsskötsel. De har traditionellt utgjorts av otillgängliga byar med bara en handfull familjer. De stenbyggda husen bestod av ett eller två rum runt en eldstad. I dalarna eller bäckena växte städer som Elbasan, Korçë och Berat upp som lokala centra för jordbruk och handel.
På grund av det osmanska arvet förblev städerna på slätterna vid kusten, Tirana, Durrës och Vlora små städer med i stort sett ingen industri, men efter det andra världskriget har stadsbefolkningen fördubblats. Stora områden med flerfamiljshus, där flera familjer ofta delar kök och toalett är typiska för de nya stadsområdena. På landsbygden har man byggt bostadskollektiv som inhyser de som arbetar på enorma kollektivjordbruk, varav många byggts runt tidigare privata jordegendomar.

## Urbanisering
Flyttningar pågår från bergen till kusten samtidigt inflytande från landsbygden till städerna. Ungefär hälften av befolkningen var stadsbor i början av 2000-talet. Under kommunistregimen fanns inte så stor möjlighet att flytta från landsbygden.

## Etniska grupper

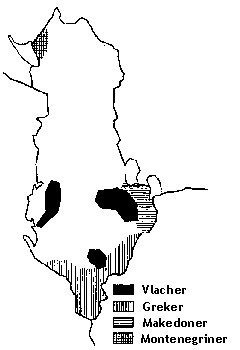
Karta över utspridningen av etniska grupper i Albanien.

Albaniens befolkning är mycket homogen och utgörs till övervägande delen av albaner. Enligt folkräkningen 1989 uppgick de till 98 % av befolkningen. Befolkningens sammansättning har varit omstridd då den albanska staten valde att inte inkludera frågor om etnicitet i folkräkningen 2001.
Den största minoriteten är den grekisktalande befolkningen, som huvudsakligen befinner sig i Laberien, sydvästra Albanien. I den delen av landet finns etniska greker, som är aktiva i det politiska och kommersiella livet i Albanien. Staten har finansierat skolor för greker med grekiska som modersmål. Många etniska greker har valt att emigrera till Grekland för att söka arbete och vissa byar i sydöst är numera övergivna.
Romer utgör troligen den näst största etniska gruppen. Som i de flesta länder är romerna inte välrepresenterade i den politiska processen och många lever i ett bekymmersamt tillstånd i svår fattigdom. En nationell strategi för att förbättra romernas livsvillkor antogs 2003, men resurser saknas.
Andra viktiga minoriteter i Albanien är judar, valaker, egyptier och slaver.
De första judarna kom till Albanien under medeltiden. Under 1930-talet uppgick deras antal till endast cirka 200. De bodde främst i kuststäderna. Åren 1941-1943 kom 597 judar till Albanien som flyktingar varav de flesta lämnade landet vid krigsslutet. Efter kriget var de kvarvarande judarna i Albanien 200-220. Många av dessa har senare emigrerat till Israel.
Valakerna finns utspridda över Balkanhalvön. De största och viktiga bosättningarna av valakerna finns i byar i distriktet Korçë, till exempel Voskopoja och i städer som Lushnja och Berat. Deras språk är mycket likt rumänska och många albanska valaker har emigrerat för att studera eller jobba i Rumänien. Det är känt att de är uppdelade i två grupper, men språkligt förstår en modern rumän och en albansk vlak varandra.
Det egyptiska folkgruppen Jevg säger sig vara ättlingar till egyptiska legosoldater som kom till Albanien med Alexander den stores armé. Dessa bosättningar existerar även i andra balkanländer. I albansktalande områden är deras modersmål albanska. Egyptierna blandas oftast ihop med romerna, men har ett annat karakteristiskt utseende, talar ett helt annat språk och är mer integrerade i det albanska samhället. I likhet med romerna är egyptierna föremål för diskriminering.
Slutligen finns den slavisktalande bosättningen runt om Prespasjön, där alla är etniska makedonier. I gränsområdet mellan Peshkopia och Kukës är de kallade Goraner. Runt om Shkodrasjön  och i Malësia e Madhe finns etniska montenegriner och serber.

### Geger och tosker
Geger och tosker är de dominerande undergrupperna av etniska albaner. Geger och tosker skiljs åt av kulturella, språkliga, sociala och religiösa förhållanden. Tosker har traditionellt sett levt söder om Shkumbinfloden i Albanien och Epirus i Grekland, medan geger har levt norr om samma flod i de storalbanska områdena i Kosovo, Nordmakedonien och Montenegro.
Gegiska och toskiska är dialektgrupper av det albanska språket och bildar ett dialektkontinuum där dialekterna ofta är inbördes förståeliga. Geger från de mest isolerade områdena i norra Albanien kan ha svårt att förstå tosker från det albanska och grekiska Epirus. Under den kommunistiska regimen 1944-1991 blev de toskiska dialekterna favoriserade, något som har haft stora konsekvenser för gegernas självidentifikation eftersom språket är viktigast för den albanska identiteten.
Kommunisterna undertryckte också gegernas sociala organisation som traditionellt har varit ett stamsamfund där bönderna i överhängande grad var herdar. Toskerna hade ett feodalt bondsamfund som hade större kontakt med omvärlden. De albaner som utvandrade till Italien på 1400-talet (arberesjer) och till Amerika på 1800- och 1900-talen var tosker.
Geger är överhängande ortodoxa och katolska kristna samt muslimer, medan merparten av tosker är ortodoxa kristna och muslimer. De religiösa grupperna i Albanien har generellt sett samexisterat fredligt.

## Migration
Albanien som genom hela sin historia upplevt en betydande emigration är för närvarande ett av länderna i världen med högst utvandring.
En massutvandring ägde rum på 1400-talet som ett resultat av den osmanska ockupationen av Albanien. Det uppskattas att en fjärdedel av befolkningen (cirka 200 000 albaner) emigrerade till Italien mellan åren 1468 och 1506. Avkomlingarna till emigranterna (arberesjerna) är idag utspridda över hela södra Italien.
En andra albansk utvandringsvåg ägde rum på 1800-talet på grund av svåra ekonomiska och sociala problem, men den nådde sin höjdpunkt i början på 1900-talet. De främsta destinationerna för emigranterna var Grekland, Serbien, Rumänien, Bulgarien och senare även Nordafrika, Förenta staterna, Sydamerika och Australien. Mellan åren 1921 och 1923 lämnade omkring 21 000 människor landet.
Efter det kommunistiska maktövertagandet i Albanien år 1945 förbjöds utvandring, men efter det kommunistiska sammanbrottet på 1990-talet blev det återigen tillåtet att emigrera. I mars år 1991 lämnade omkring 24 000 landet. Detta är en premiss för följande massutvandring under ett decennium som lett till att uppskattningsvis 15 procent av befolkningen (cirka 500 000-600 000) flyttat från landet, huvudsakligen till Italien och Grekland.
Italien erbjöd tekniskt bistånd för att utveckla och förbättra Albaniens kustbevakning för att förhindra en ny våg av albansk massutvandring. Albanien fick även ett bistånd på 250 miljoner dollar av den italienska staten i utbyte mot att Italien omgående skickade tillbaka de albanska immigranterna till Albanien.
Kriget i Kosovo ledde till en ström av etniskt albanska flyktingar till Albanien. Under våren 1999 kom 450 000 flyktingar till landet. Efter kriget återvände de till Kosovo.

## Folkräkningar
Kommunistregimen försökte uppnå en hög befolkningstillväxt och befolkningen mer än tredubblades under dess styre 1945-1992. Albaniens befolkning minskade under 1990-talet med tre procent på grund av en mycket hög utvandring och sjunkande födelsetal.
Tabell över folkräkningar under perioden 1945-2011:
| 1945      | 1950      | 1960      | 1969      | 1979      | 1989      | 2001      | 2011      |
| 1 122 000 | 1 218 900 | 1 626 300 | 2 068 100 | 2 590 600 | 3 182 400 | 3 069 300 | 2 831 700 |

## Hälsa
Albanien har ett relativt utvecklat sjukvårdssystem med kostnadsfri service. Det har skett en drastisk minskning av smittsamma sjukdomar såsom malaria och syfilis som förr härjade överallt i landet. Även om förbättringar har skett beträffande sjukvården finns det alltjämt en hög spädbarnsdödlighet. 25 barn per 1 000 levande födda dör. De främsta orsakerna till detta är den näringsfattiga födan och dålig tillgänglighet till vård på landsbygden.

## Statistik

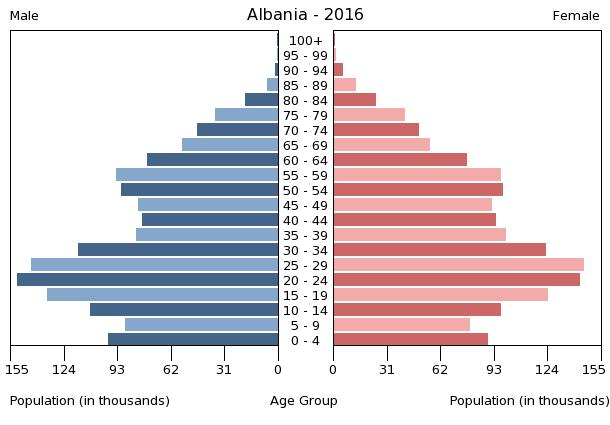
Albaniens befolkningspyramid (2016)

- Antal invånare (juli 2020): 3 074 579
- Antal invånare per kvadratkilometer (2020): 106,9
- Andel invånare i städerna (2020): 62,1 procent
- Huvudstad, med antal invånare (2020): Tirana (494 000)
- Andra större städer, med antal invånare (2001): Durrës, (113 500), Elbasan (95 600), Shkodra (85 800), Vlora (85 200)
- Nativitet/födelsetal (2020): 13,0 födslar per 1 000 invånare
- Mortalitet/dödstal (2020): 7,1 dödsfall per 1 000 invånare
- Befolkningstillväxt (2020): 0,28 procent.
- Nettomigration (2020): -3,3 migranter per 1 000 invånare
- Spädbarnsdödlighet (2020): 10,8 dödsfall per 1 000 levande födslar
  - Manlig spädbarnsdödlighet (2020): 12,1 dödsfall per 1 000 levande födslar
  - Kvinnlig spädbarnsdödlighet (2020): 9,5 dödsfall per 1 000 levande födslar
- Mödradödlighet (2017): 15 dödsfall per 100 000 levande födslar
- Total fertilitet (2020): 1,53 barn per kvinna
- Befolkningens medianålder (2020): 34,3 år
  - Mäns medianålder: 32,9 år
  - Kvinnors medianålder: 35,7 år
- Andel kvinnor (2020): 51 procent.
- Andel män (2020): 49 procent.
- Förväntad livslängd vid födseln (2020): 79,0 år
  - Förväntad livslängd för kvinnor (2020): 81,9 år
  - Förväntad livslängd för män (2020): 76,3 år
- Andel vuxna som är HIV-smittade (2017): 0,05 procent
- Invånare som är smittade av HIV/AIDS (2017): 1 400
- Dödsfall på grund av HIV/AIDS per år (2017): mindre än 100
- Andel av den vuxna befolkningen som lider av fetma (2016): 21,7 procent
- Andel underviktiga barn under 5 års ålder (2012): 1,5 procent
- Läs- och skrivkunnighet hos invånare 15 år och äldre (2018): 98,1 procent
  - Bland kvinnor (2018): 97,8 procent
  - Bland män (2018): 98,5 procent
- Folkgrupper (folkräkning 2011): albaner 82,6 procent; greker 0,9 procent, övriga 1 procent (vlach, romani, makedoner, montenegrer, egypter), ospecificerad folkgrupp 15,5 procent.
- Språk (folkräkning 2011): albanska (som kan delas in i två huvudsakliga dialekter: gegiska och toskiska) 98,8 procent, grekiska 0,5 procent, övriga 0,6 procent (inkluderar makedoniska, romani, vlach, turkiska, italienska och serbokroatiska), ospecificerat språk 0,1 procent.
- Religion (folkräkning 2011): sunnimuslimer 56,7 procent, katoliker 10 procent, ortodoxa 6,8 procent, ateister 2,5 procent, Bektashi 2,1 procent, övriga 5,7 procent, ospecificerad religion 16,2 procent.

Samtliga siffror är tagna från The World Factbook.